# Otawa
Otawa est une petite localité rurale du district de l’ouest de la baie de l’Abondance située dans la baie de l’Abondance dans le nord de Île du Nord de la Nouvelle-Zélande.

## Situation
L’ « Otawa Scenic Reserve » a plusieurs possibilités de chemins de randonnée variant entre 30 minutes et quatre heures pour le retour.
Les chemins sont décrits comme avancés.
Le pic d’Otawa culmine à 565 mètres

## Démographie
La zone statistique d’Otawa couvre 151,68 km2 au nord, à l’ouest et au sud-ouest de la localité de Te Puke.
Il a une population estimée de 2 550 habitants en juin 2024 avec une densité de population de 16 personnes par km2.
La localité d’Otawa avait une population de 1 932 habitants lors du recensement néo-zélandais de 2018,
Il y a 663 logements, comprenant 984 hommes et 945 femmes, donnant un sexe-ratio de 1,04 homme pour une femme.
L’âge médian est de 43,6 ans (comparé avec les 37,4 ans au niveau national), avec 363 personnes (18,8 %) âgées de moins de 15 ans, 306 personnes (15,8 %) âgées de 15 à 29 ans, 975 personnes (50,5 %) âgées de 30 à 64 ans et  288 personnes  (14,9 %) âgées de 65 ans ou plus.
L’ethnicité est pour 88,5 % européens/Pākehās, 13,5 % Māoris, 2,0 %  personnes venant du Pacifique (en), 3,7 %  d’origine asiatique (en) et 1,9 % d’une autre ethnicité. Les personnes peuvent s’identifier avec plus d’une ethnicité en fonction de l'origine de leurs parents.
Le pourcentage de personnes nées outre-mer est de 14,8 % comparé avec les 27,1 % au niveau national.
Bien que certaines personnes choisissent de ne pas répondre à la question du recensement concernant leur affiliation religieuse: 56,5 % n’ont aucune religion, 32,5 % sont chrétiens (en), 0,8 % ont des croyances religieuses Māori (en), 0,5 % sont hindouistes (en), 0,5 % sont  bouddhistes (en) et 3,0 % ont une autre religion.
Parmi ceux d’au moins 15 ans d’âge, 252 personnes (16,1 %) ont une licence ou un degré supérieur et 273 personnes (17,4 %) n’ont aucune qualification formelle. Le revenu médian est de 39 300 $, comparé avec les 31 800 $ au niveau national.
345 personnes (22,0 %) gagnent plus de 70 000 $ comparés avec les 17,2 % au niveau national.
Le statut d’emploi de ceux d’au moins 15 ans d’âge est pour 918 personnes (58,5 %)  un emploi à plein temps, pour 288 personnes (18,4 %)  un emploi à temps partiel et 24 personnes (1,5 %) sont sans emploi.